# Sennori
Sennori är en ort och kommun i provinsen Sassari i regionen Sardinien i Italien. Kommunen hade 7 190 invånare (2017).